# Parastrangalis houhensis
Parastrangalis houhensis is een keversoort uit de familie van de boktorren (Cerambycidae). De wetenschappelijke naam van de soort werd voor het eerst geldig gepubliceerd in 2004 door Ohbayashi & Wang.